# Martiros Sarjan
Martiros Saargsi Saryan (armeniska: Մարտիրոս Սարգսի Սարյան), född 16 februari (enligt g.s.) (28 februari) 1880 i Nor Nachidzjevan (Nya Nachidzjevan) i Don Host oblast i Kejsardömet Ryssland (nu Nachitjevan-na-Donu, en stadsdel i Rostov-na-Donu i Ryssland), död 5 maj 1972 i Jerevan i Armeniska SSR i Sovjetunionen (nu Armenien), var en armenisk målare.
Många av hans verk finns på Martiros Sarjanmuseet i Jerevan. Museibyggnaden ritades av arkitekten Alexander Tamanjan. Några minuters gångväg från museet, i distriktet Kentron, ligger Martiros Sarjanparken, där man även finner Martiros Sarjanmonumentet.